# Andalgalornis steulleti

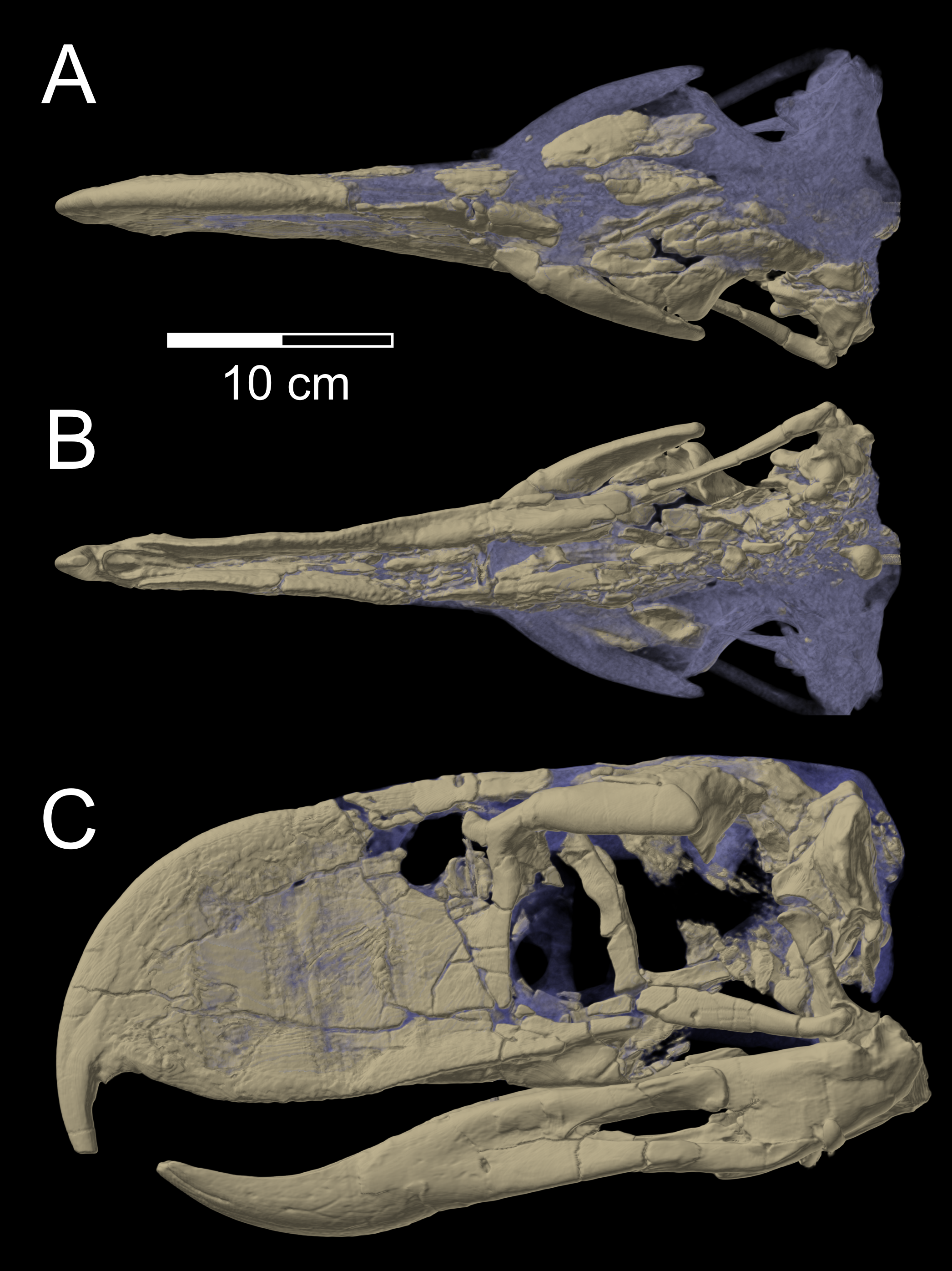
Череп Andalgalornis

Andalgalornis steulleti — вид вимерлих птахів родини фороракосових (Phorusrhacidae). Мешкав на території сучасної Аргентини 23 —5 млн років тому.

## Опис
Це були наземні хижаки розміром тіла — близько 1,5 м, вагою — 40 кг. Володіли довгими ногами і масивною головою з гострим дзьобом. Очевидно полювали, наносячи важких ударів дзьобом, наче сокирою. Жертва помирала від втрати крові.